# Кривошиївка (зупинний пункт)
Кривоши́ївка — пасажирський залізничний зупинний пункт Куп'янської дирекції Південної залізниці.
Розташований поблизу села Кривошиївка, Сватівський район, Луганської області на лінії Куп'янськ-Вузловий — Красноріченська між станціями Сватове (15 км) та Куземівка (7 км).
Не зважаючи на військову агресію Росії на сході Україні, транспортне сполучення не припинене, щодоби дві пари приміських поїздів здійснюють перевезення за маршрутом Сватове — Куп'янськ-Вузловий.